# Mistrzostwa Świata FIBT 1993
Mistrzostwa Świata FIBT 1993 odbywały się w dniu 19 lutego 1993 r. w austriackiej miejscowości Igls, gdzie przeprowadzono konkurencje bobslejowe oraz w dniach 30 - 31 stycznia 1993 roku we francuskiej miejscowości La Plagne, gdzie rozegrano konkurencję skeletonu.

## Skeleton
- Data: 31 stycznia  - 1 lutego 1993 La Plagne

### Mężczyźni
| Miejsce | Sportowiec         | Narodowość      | Czas    |
| ------- | ------------------ | --------------- | ------- |
| 1       | Andi Schmid        | Austria         | 4:12.00 |
| 2       | Franz Plangger     | Austria         | 4:12.37 |
| 3       | Gregor Stähli      | Szwajcaria      | 4:12.76 |
| 4       | Michael Grünberger | Austria         | 4:13.54 |
| 5       | Willi Schneider    | Niemcy          | 4:14.50 |
| 6       | Urs Vescoli        | Szwajcaria      | 4:18.07 |
| 7       | Marco Widmer       | Szwajcaria      | 4:18.92 |
| 8       | Marco Filippin     | Włochy          | 4:19.85 |
| 9       | Steve Robinson     | Wielka Brytania | 4:20.43 |
| 10      | Tim Hathaway       | Wielka Brytania | 4:20.69 |

### Tabela medalowa
| Miejsce | Państwo    |   |   |   | Razem |
| ------- | ---------- | - | - | - | ----- |
| 1.      | Austria    | 1 | 1 | 0 | 2     |
| 2.      | Szwajcaria | 0 | 0 | 1 | 1     |

## Bobsleje

### Mężczyźni

#### Dwójki
- Data: 19 lutego 1993 r. Igls

| Miejsce | Narodowość | Zawodnik                      | czas |
| ------- | ---------- | ----------------------------- | ---- |
| 1       | Niemcy     | Christoph Langen Peer Joechel | -    |
| 2       | Szwajcaria | Gustav Weder Donat Acklin     | -    |
| 3       | Niemcy     | Wolfgang Hoppe René Hannemann | -    |

#### Czwórki
- Data: 19 lutego 1993 r. Igls

| Miejsce | Narodowość        | Zawodnik                                                      | czas |
| ------- | ----------------- | ------------------------------------------------------------- | ---- |
| 1       | Szwajcaria        | Gustav Weder Donat Acklin Kurt Meier Domenico Semeraro        | -    |
| 2       | Austria           | Hubert Schösser Harald Winkler Gerhard Redl Gerhard Haidacher | -    |
| 3       | Stany Zjednoczone | Brian Shimer Bryan Leturgez Karlos Kirby Randy Jones          | -    |

## Tabela medalowa
| Miejsce | Państwo           |   |   |   | Razem |
| ------- | ----------------- | - | - | - | ----- |
| 1.      | Szwajcaria        | 1 | 1 | 0 | 2     |
| 2.      | Niemcy            | 1 | 0 | 1 | 2     |
| 3.      | Austria           | 0 | 1 | 0 | 1     |
| 4.      | Stany Zjednoczone | 0 | 0 | 1 | 1     |